# وینیاته
وینیاته (به ایتالیایی: Vignate) یک کومونه در ایتالیا است که در استان میلان واقع شده‌است. وینیاته ۸٫۶ کیلومتر مربع مساحت و ۹٬۰۸۰ نفر جمعیت دارد.

## خواهرخوانده
شهر Gières خواهرخواندهٔ وینیاته هست.